# 艾法托利AT01
艾法托利AT01是2021年一级方程式世界锦标赛艾法托利车队的比賽用車。由艾法托利车队在喬迪·埃金頓指導下设计和制造的一级方程式赛车。 。由丹尼尔·科维亚特和皮埃爾·蓋斯利駕駛。AT01是第一輛以 AlphaTauri 名義建造和參賽的賽車；這支車隊以前稱為紅牛二隊，在2020年賽季之前更名。該車原計劃在2020年澳大利亞大獎賽上首次亮相，但由於比賽被取消並且錦標賽中接下來的九項賽事因2019冠状病毒病疫情而推遲或取消，而此計劃推遲了。AT01在2020年奧地利大獎賽上首次亮相。在2020年意大利大獎賽上艾法托利與皮埃爾·蓋斯利一起取得了他們的第一個大獎賽勝利。

## 初始設計和測試
由於艾法托利是紅牛車隊的姊妹車隊，因此AT01與紅牛RB16共享多個組件，包括懸架、變速箱和液壓系統。這輛車在米薩諾賽道上進行了第一次試車。AT01的車頭對比上年的賽車STR14的車頭略有演變，在進氣口和前車頭側面的車身方面有一些細微的變化。

## 參賽歷史
在2020年奧地利大獎賽的賽季揭幕戰中，加斯利與隊友科維亞特以第7名和第12名完賽。在本賽季剩下的時間裡，加斯利的表現超越了他的隊友，並在2020年意大利大獎賽上贏得了他的第一個大獎賽。在本賽季的17場比賽中，該車取得1勝及1次登上領獎台，並在車隊積分榜上獲得第7名。

## 其他亮相機會
在2021年阿布達比大獎賽之後測試2022輪胎化合物時使用了改進版的AT01。

## 一級方程式參賽記錄
(賽果底色示意列表)

粗體－桿位 斜體－最快圈速 * – 賽季進行中 

† –  車手未完成賽事，但已完成90%的原定賽程，因而有排名 

‡ –  由於未完成預定距離的75％，因此該場比賽只能獲得一半積分 

| 奧     |              | 匈                | 英 | 周年 | 西              | 比  |    | 托  | 俄  | 艾費 | 葡 | 艾米 | 土 | 巴林 | 薩 | 阿 |    |     |    |    |    |    |     |     |
| 2020年 | 艾法托利車隊 | 本田RA620H 1.6V6t | P  |      |                 |     |    |     |     |      |    |      |    |      |    |    |    |     |    |    |    |    |     |     |
| 2020年 | 艾法托利車隊 | 本田RA620H 1.6V6t | P  | 10   | 皮埃爾·蓋斯利   | 7   | 15 | Ret | 7   | 11   | 9  | 8    | 1  | Ret  | 9  | 6  | 5  | Ret | 13 | 6  | 11 | 8  | 7th | 107 |
| 2020年 | 艾法托利車隊 | 本田RA620H 1.6V6t | P  | 26   | 丹尼尔·科维亚特 | 12† | 10 | 12  | Ret | 10   | 12 | 11   | 9  | 7    | 8  | 15 | 19 | 4   | 12 | 11 | 7  | 11 | 7th | 107 |
| 來源:  |              |                   |    |      |                 |     |    |     |     |      |    |      |    |      |    |    |    |     |    |    |    |    |     |     |